# 迪德里克·薩姆索姆

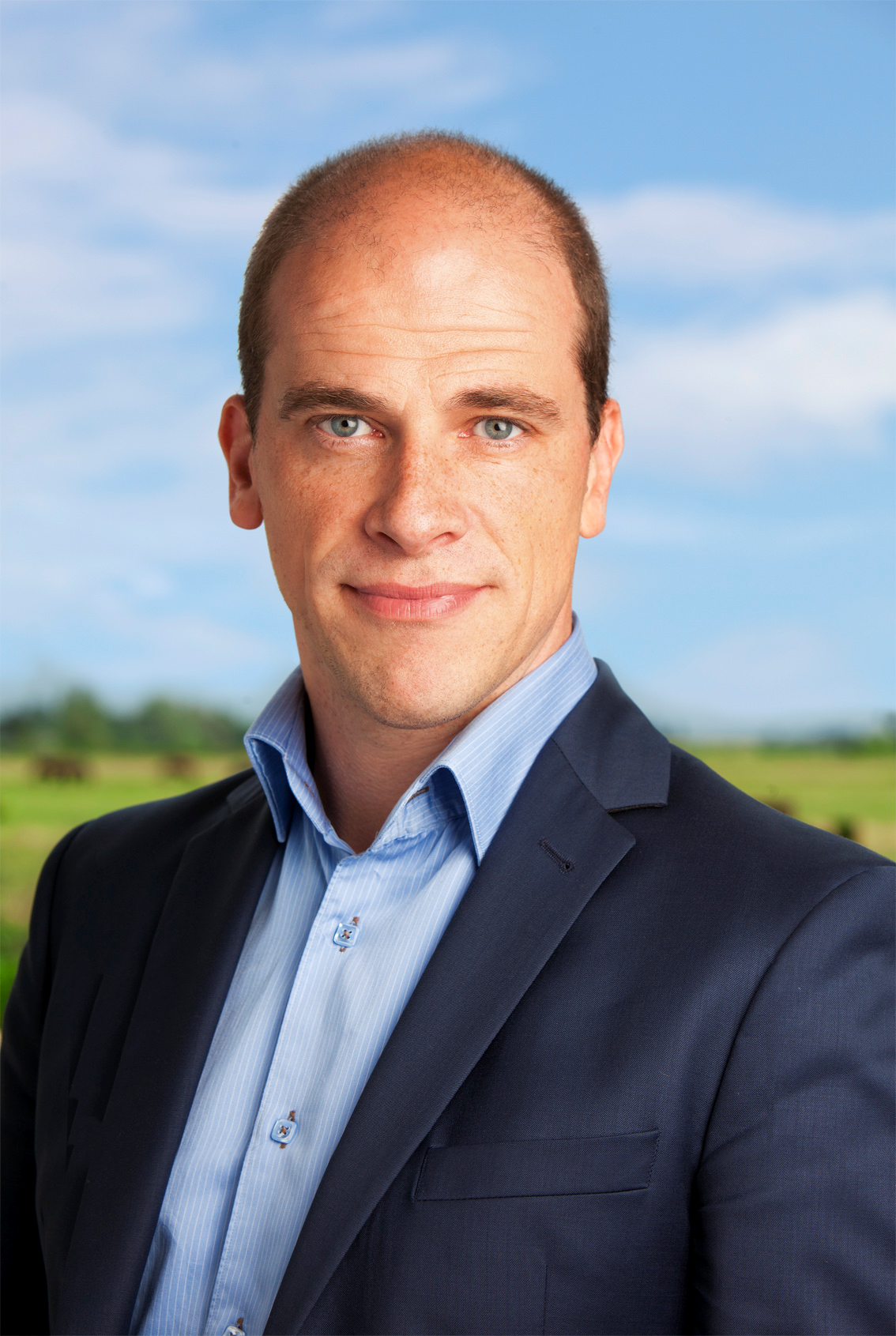
迪德里克·薩姆索姆

迪德里克·马尔滕·薩姆索姆（發音：[ˈdidərɪk ˈmaːrtə(n) ˈsɑmsɔm] ⓘ；1971年7月10日—）荷兰环保主义者和政治家，曾于2012年至2016年担任荷兰工党的职务。他是工党70年历史上的第一位被选投票罢免的党领导人。自2019年11月以来，薩姆索姆担任欧盟委员会第一副主席弗兰斯·蒂默曼斯的内阁负责人。